# Liriomyza frontella
Liriomyza frontella este o specie de muște din genul Liriomyza, familia Agromyzidae. A fost descrisă pentru prima dată de Malloch în anul 1914.
Este endemică în Taiwan. Conform Catalogue of Life specia Liriomyza frontella nu are subspecii cunoscute.